# Busak
Busak (cyr. Бусак) – wieś w Czarnogórze, w gminie Nikšić. W 2011 roku liczyła 11 mieszkańców.